# БАСФ
BASF SE (SE, Societas Europaea – „европейско дружество“) е немска компания и най-големият химически концерн в света. Съкращението BASF идва от предишното име на компанията – Badische Anilin und Soda-Fabrik (Бадише Анилин унд Сода-Фабрик – „Баденска фабрика за анилин и сода“). Днес само 4-те букви BASF са вписаното в регистрите име на предприятието.
Концернът включва повече от 160 дъщерни фирми и фирми със смесено участие в 80 страни в Европа, Азия, Северна и Южна Америка. Главното седалище се намира в Лудвигсхафен (провинция Рейнланд-Пфалц, Германия), като това е най-големият химически комплекс на света. Към края на 2009 за BASF работят около 105 000 души по цял свят, като само в Германия BASF има около 48 500 работници. Концернът поддържа търговски връзки с клиенти в повече от 200 страни и доставя повече от 8000 продукта за различните браншове. През 2009 г. концернът отчита оборот от 50,7 милиарда евро и приходи преди данъчно облагане в размер на 4,9 милиарда евро. BASF изгражда и разширява своята дейност предимно в азиатския регион. Там между 1990 и 2005 година са инвестирани около 5,6 милиарда евро, особено в градовете Шанхай и Нанкин (Китай).

## Оборот по сегменти (2009) в милиони евро
- Химикали: 7515 (14,82%)
- Пластмаси: 7128 (14,06%)
- Специални продукти: 9356 (18,46%)
- Функционални решения: 7115 (14,04%)
- Растителна защита: 3646 (7,19%)
- Нефт и газ: 11356 (22,4%)
- Други: 4577 (9%)

## Оборот по региони (2009) в милиони евро
- Европа: 30 400 (59,96%)
- Северна Америка (NAFTA): 9300 (18,34%)
- Южна Америка: 3000 (5,92%)
- Азия, Тихия океан, Африка: 8000 (15,78)

## Производствени сегменти

### Химикали
BASF притежава широка палитра от произвеждани химикали като смоли, лепила, химикали за електронната промишленост, неорганични химикали и др. Основни купувачи на тези произведения са фармацевтичната, строителната, текстилната и автомобилната индустрия. Химикалите заемат 14,82% от оборота на BASF за 2009 г.

### Пластмаси
BASF е водещ международен производител на стиропорови пластмаси и пяни. Технически пластмаси биват потребявани за шприцови изделия и пластмасови форми в много браншове. Полиуретаните на концерна намират широка употреба в цял свят.

### Специални продукти и функционални решения
BASF произвежда широка палитра от бои, лакове и облагородяващи вещества, като например заготовки и предпродукти за производство на прахове, текстилни бои, химикали за кожарската индустрия, пигменти и оцветители, лепила и др. Купувачи на тази продукция са производителите на коли, масла, хартия, опаковки, текстил, препарати за хигиена, перилни препарати, строителни материали, лакове и печатарски продукти.

### Нефт и газ
Чрез своята 100% дъщерна фирма Wintershall AG, концернът разработва съвместно с Газпром петролни и газови находища в Средна и Източна Европа.

## Ръководство на BASF
Управителният съвет на BASF се състои от осем члена:
- Д-р Юрген Хамбрехт, химик. Председател на Управителния съвет. Отговаря за стратегическото планиране и контрол на корпорацията.
- Д-р Курт Бок, икономист. Отговаря за финансите, информационното обслужване и пазарите в Северна Америка.
- Д-р Мартин Брудермюлер, химик. Отговаря за специалните полимери, полиуретани, стиролови полимери и пазарите в Азия.
- Д-р Ханс-Улрих Енгел, юрист. Отговаря за нефт и газ, снабдяване и логистика и пазарите в Европа.
- Д-р Джон Фелдман, химик. Отговаря за строителните пластмаси, дисперсии и специални химикали. Отговаря за развойна дейност пластмаси.
- Д-р Андреас Краймайер, биолог. Отговаря за неорганичните химикали, петрохимикалите, органичните полупродукти, развойна дейност химикали.
- Д-р Щефан Марциновски, химик. Отговаря за растителната защита, бои, лакове, развойна дейност специални химикали и пазарите в Южна Америка.
- Д-р Харолд Швагер, химик. Трудов директор. Отговаря за човешките ресурси, околна среда, здраве, инженеринг и производство в Европа.